# 托尔托里奇
托尔托里奇（義大利語：Tortorici），是意大利西西里大区墨西拿廣域市的一个市镇。总面积70平方公里，人口6872人，人口密度98.2人/平方公里（2009年）。ISTAT代码为083099。